# Kvarteret Vindruvan

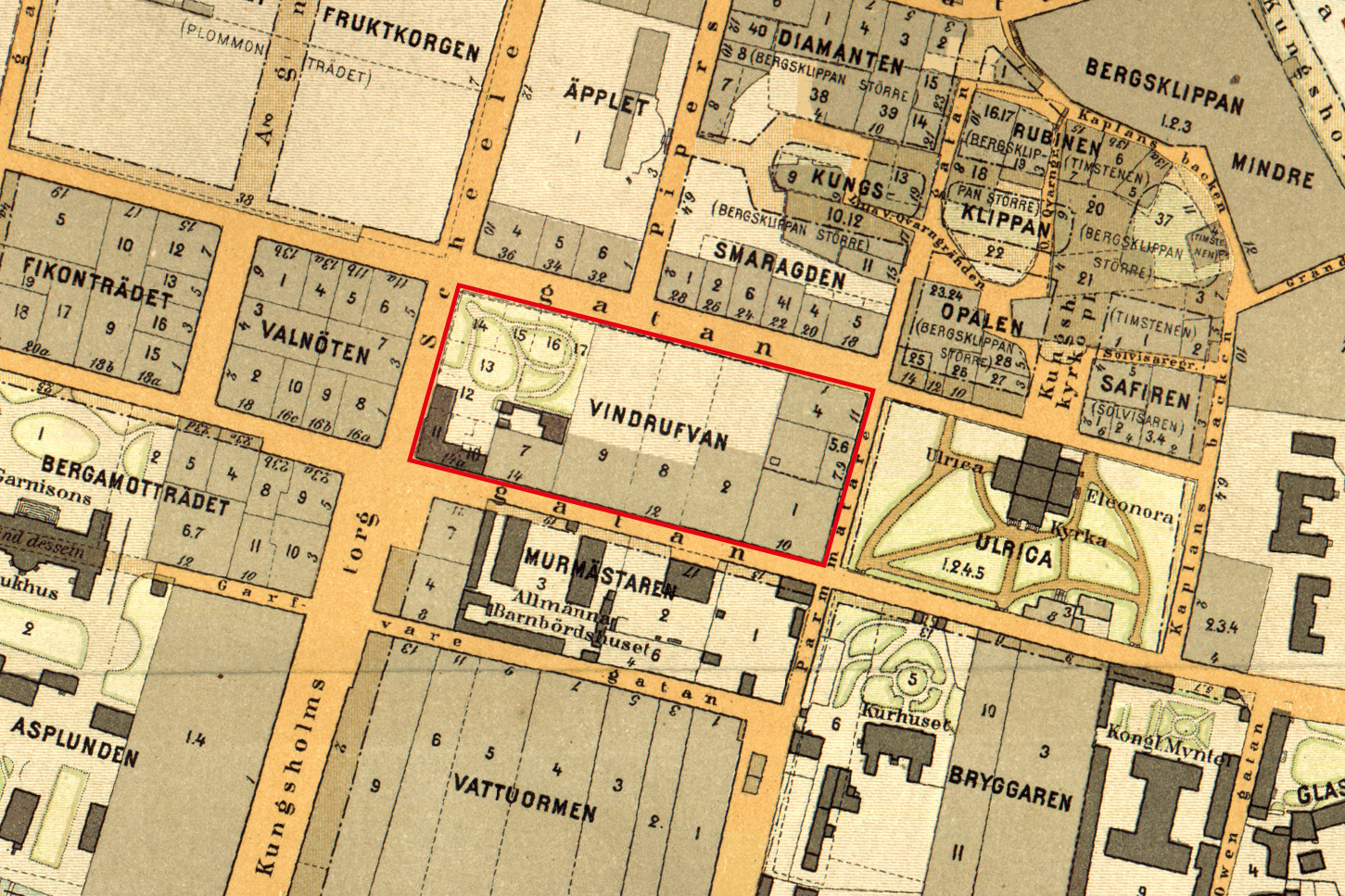
Kvarteret Vindruvan på Kungsholmen i Stockholm på Alfred Bentzers karta från 1899. Kvarteret ligger omedelbart väster om Kungsholms kyrka. Senare har den östra delen avskilts till kvarteret Bananen.

Kvarteret Vindruvan är ett kvarter på Kungsholmen i Stockholm. Det omges av Scheelegatan i öster, Bergsgatan i norr, Pipersgatan i väster och Hantverkargatan i söder.
Kvarteret består av tolv fastigheter som är bebyggda med bostadshus i 5–6 våningar, uppförda under tidigt 1900-tal. I gatuplanet finns vanligtvis affärslokaler.

## Historia
Vindruvan är ett av Kungsholmens äldsta kvarter, inritat på kartor redan på 1600-talet. Namnet är belagt första gången på 1690-talet som Q:t Wijndrufwan i stadsingenjören Johan Cortmans tomtbok över Kungsholmen. Cortman är sannolikt upphovsmannen till många av de äldre kvartersnamnen på Kungsholmen. Flera fick namn efter trädgårdsväxter, som Morellträdet, Fikonträdet och Äpplet. Cortman inspirerades sannolikt av vad han såg hos stadsdelens många  trädgårdsmästare. I kvarteret Vindruvan ägdes den största tomten av ”trädgårdsmästaren Anders Håkanssons änka Anna Larsdotter”, enligt Cortmans tomtbok.
Vindruvan var länge större än i dag och omfattade också nuvarande kvarteret Bananen i öster. Kring sekelskiftet 1900 förlängdes Pipersgatan söderut till Hantverkargatan och kvarteret Vindruvan blev delat. På 1920-talet namnändrades den östra delen till Bananen.

## Fastigheter och hus

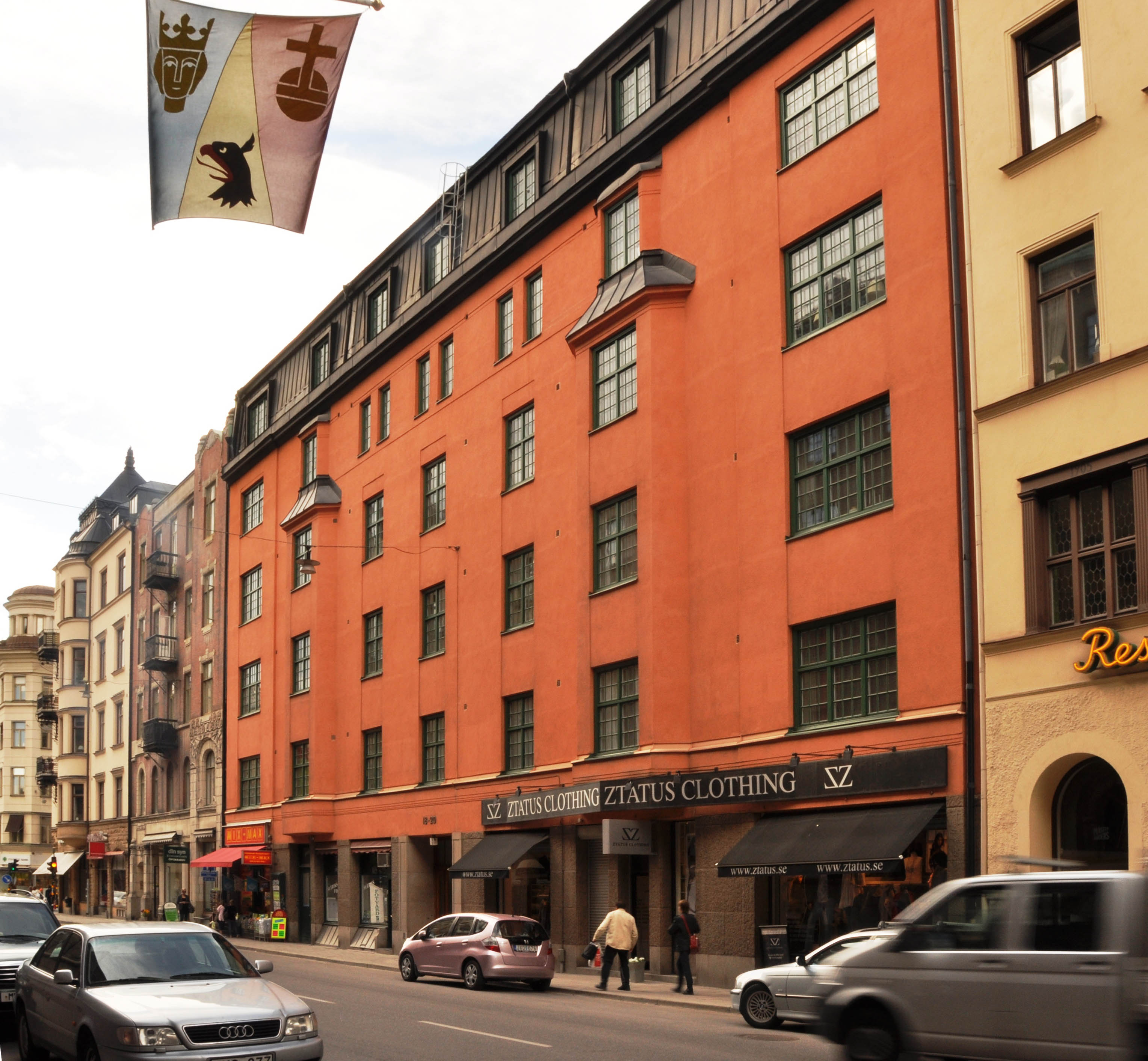
Vindruvan 7, adress Hantverkargatan 18 och 20. Huset uppfördes 1910–1912.

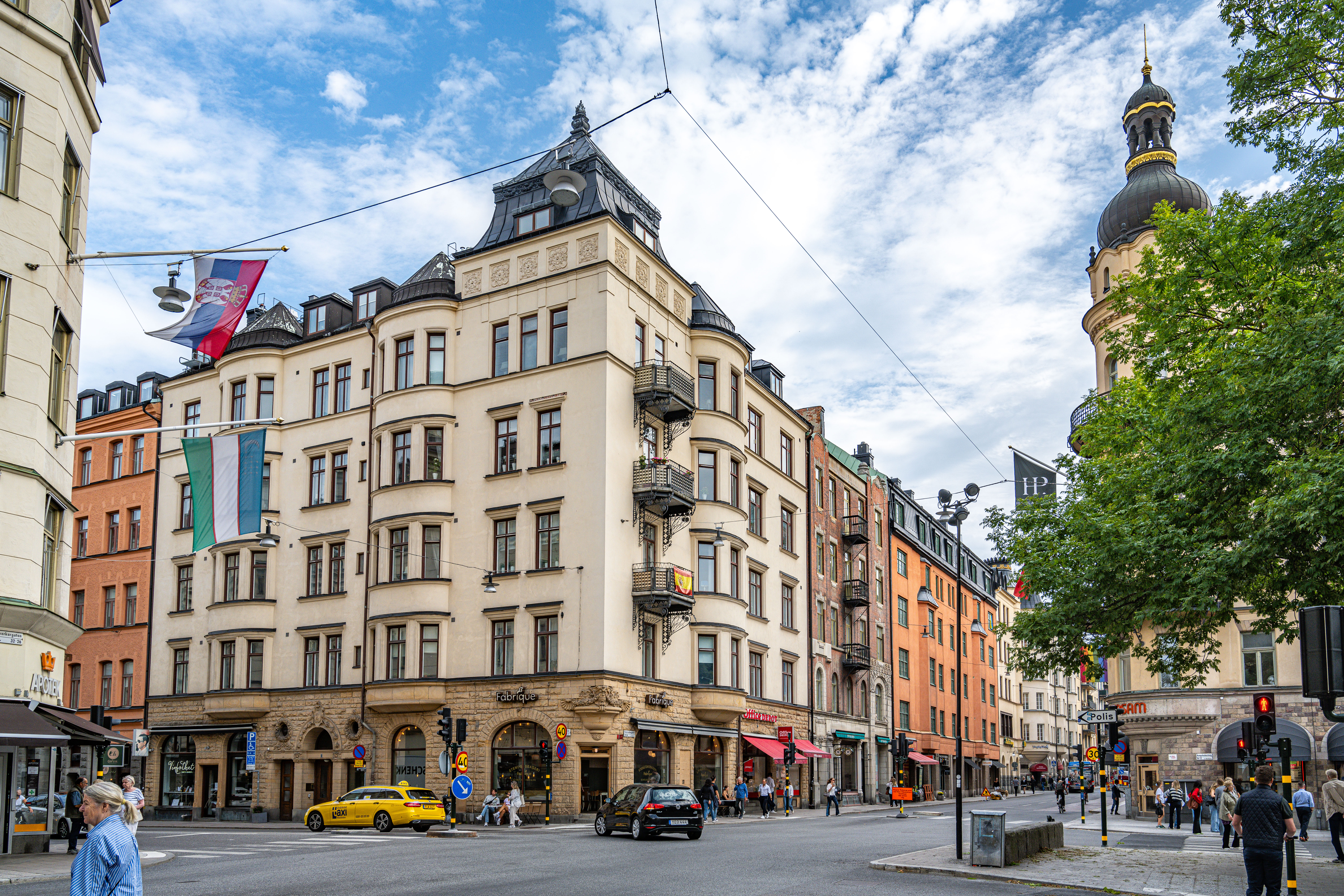
Vindruvan 11 i hörnet Hantverkargatan-Scheelegatan. Huset uppfördes 1904–1905.

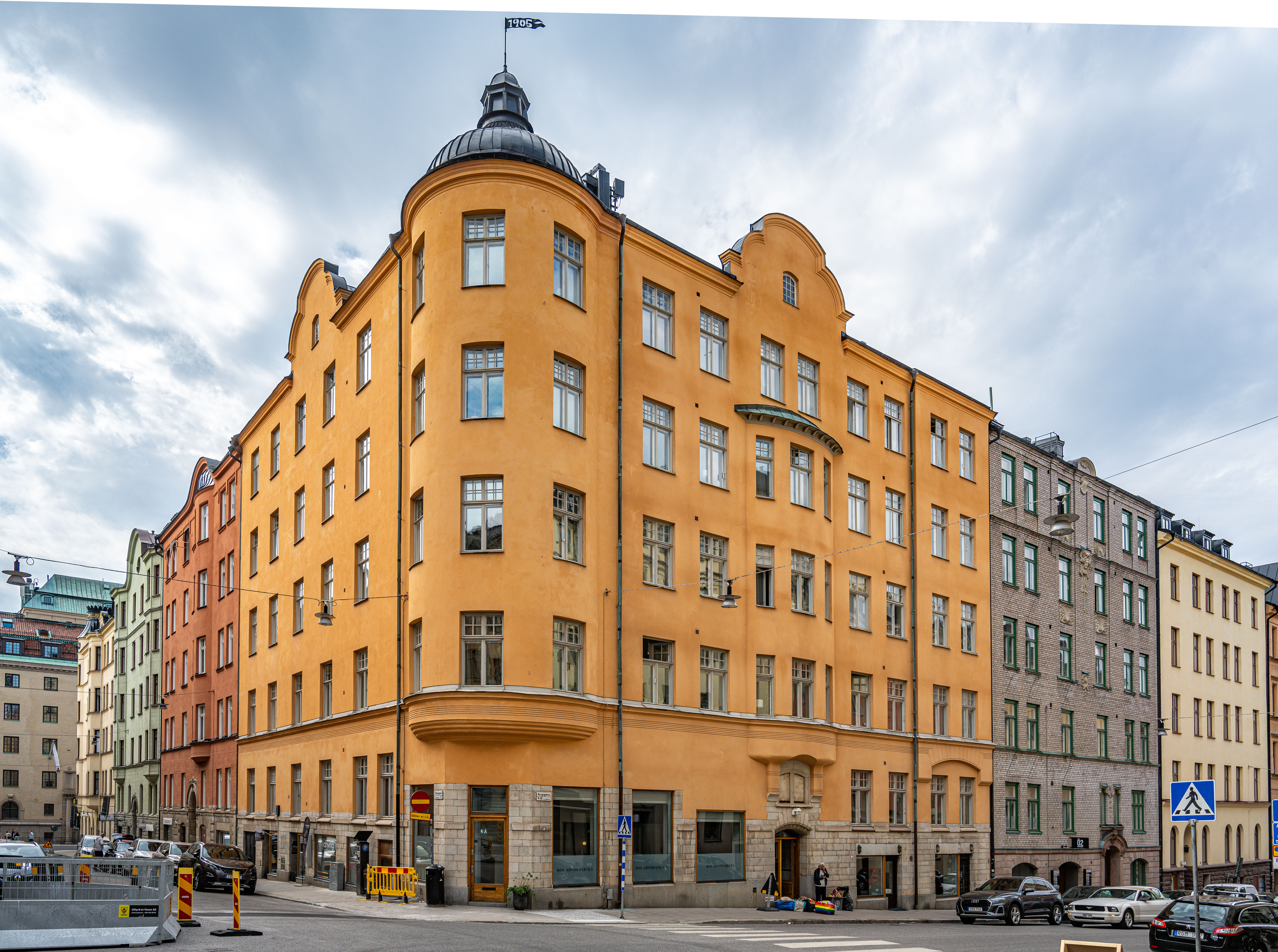
Vindruvan 18 i hörnet Bergsgatan-Pipersgatan. Huset uppfördes 1904–1905.

Här följer en lista på de fastigheter som funnits i kvarteret Vindruvan. Också nu försvunna fastigheter har tagits med för att förklara de nuvarande numren. Existerande fastigheter skrivs med versal stil.
- Vindruvan 1, hörnet Parmmätargatan 7–Hantverkargatan 8, blev Bananen 1 när kvarteret på 1920-talet bytte namn. Här låg 1912–1940 Kungsholmens enskilda läroverk.

- Vindruvan 2, delad i början av 1900-talet i Vindruvan 27 och 28.

- Vindruvan 3, en stor tomt som omfattade hela nuvarande kvarteret Vindruvan förutom det sydöstra hörnet som utgjordes av Vindruvan 7. I hörnet Hantverkargatan-Scheelegatan låg från 1854 Kronprinsessan Lovisas vårdanstalt som 1899 flyttade till Polhemsgatan. Norra delen utmed Bergsgatan var på vårdanstaltens tid en parkliknande trädgård. Vindruvan 3 delades i slutet av 1800-talet i Vindruvan 10, 11, 12, 13, 14, 15, 16 och 17, vilka bebyggdes med bostadshus.

- Vindruvan 4, hörnet Bergsgatan 1–Parmmätargatan 10, blev Bananen 10 när kvarteret på 1920-talet bytte namn.

- Vindruvan 5 och 6, Parmmätargatan 7–9, tillkom under andra halvan av 1800-talet när den lilla fastigheten Vindruvan 5 (Parmmätargatan 7) slogs samman med den något större Vindruvan 6 (Parmmätargatan 9). Här fanns 1879–1893 Kungsholmens brandstation som också inrymde lokaler för polis. När kvarteret bytte namn blev fastigheten Bananen 11 (Parmmätargatan 9).

- VINDRUVAN 7, Hantverkargatan 18 och 20, den östligaste delen styckades i början av 1900-talet av till Vindruvan 21. På återstoden uppfördes 1910–12 ett bostadshus ritat av Hagström & Ekman.

- Vindruvan 8, delad i början av 1900-talet i Vindruvan 26 och 29.

- Vindruvan 9, en stor del av fastigheten togs i anspråk när Pipersgatans förlängdes och kom att dela kvarteret. Återstoden styckades upp i Vindruvan 22, 23, 24 och 25. Till dessa överfördes också ytterligare mark från tomten i öster (Vindruvan 8).

- VINDRUVAN 10, Hantverkargatan 22, bostadshus uppfört 1900–01 efter ritningar av arkitektfirman Dorph & Höög. Bottenvåningen inreddes 1917 till biografen Ideal med 99 platser. Den fanns kvar till 1960. Lokalen ändrades samma år till bilhall med försäljning av Renault. Se vidare separat artikel Vindruvan 10. Fastigheten tillkom i slutet av 1800-talet genom en avstyckning från Vindruvan 3.

- VINDRUVAN 11, hörnet Hantverkargatan 24–Scheelegatan 2, bostadshus uppfört 1900–01 efter ritningar av arkitektfirman Dorph & Höög. Fastigheten tillkom i slutet av 1800-talet genom en avstyckning från Vindruvan 3.

- VINDRUVAN 12, Scheelegatan 4, bostadshus uppfört 1899–1901 efter ritningar av Carl Kleitz. Fastigheten tillkom i slutet av 1800-talet genom en avstyckning från Vindruvan 3.

- VINDRUVAN 13, Scheelegatan 6, bostadshus uppfört 1899–1901 efter ritningar av Carl Kleitz. Fastigheten tillkom i slutet av 1800-talet genom en avstyckning från Vindruvan 3.

- VINDRUVAN 14, hörnet Scheelegatan 8–Bergsgatan 15, bostadshus uppfört 1899–1900 efter ritningar av P.J. Lindblad.[5] Fastigheten tillkom i slutet av 1800-talet genom en avstyckning från Vindruvan 3. I huset har funnits en hembiträdesskola.

- VINDRUVAN 15, Bergsgatan 13, bostadshus uppfört 1899–1902 efter ritningar av P.J. Lindblad.[5] Fastigheten tillkom i slutet av 1800-talet genom en avstyckning från Vindruvan 3.

- VINDRUVAN 16, Bergsgatan 11, bostadshus uppfört 1902–1903 efter ritningar av arkitektfirman Dorph & Höög. Tomten tillkom i slutet av 1800-talet genom en avstyckning från Vindruvan 3.

- Vindruvan 17, tillkom i slutet av 1800-talet genom en avstyckning från Vindruvan 3. Vindruvan 17 delades redan i början av 1900-talet i Vindruvan 18 och 19 samtidigt som mark tillfördes från Vindruvan 9 i öster (den del som hamnade väster om Pipersgatan).

- VINDRUVAN 18, hörnet Bergsgatan 9–Pipersgatan 7, bostadshus uppfört 1904–1905 efter ritningar av arkitekterna Victor Bodin & Bror Almquist. Fastigheten tillkom i början av 1900-talet genom en delning av Vindruvan 17.

- VINDRUVAN 19, Pipersgatan 5, bostadshus uppfört 1905–1906 efter ritningar av arkitekterna Victor Bodin & Bror Almquist. Fastigheten tillkom i början av 1900-talet genom en delning av Vindruvan 17.

- VINDRUVAN 20, Pipersgatan 3, bostadshus uppfört 1905–1906 efter ritningar av arkitekterna Victor Bodin & Bror Almquist. Fastigheten tillkom i början av 1900-talet genom en avstyckning från Vindruvan 7.

- VINDRUVAN 21, hörnet Pipersgatan 1-Hantverkargatan 16, bostadshus uppfört 1904–1907 efter ritningar av P.J. Lindblad.[5] Fastigheten tillkom i början av 1900-talet genom en avstyckning från Vindruvan 7. I huset ligger resturangen Mäster Anders.

- Vindruvan 22, Pipersgatan 2, tillkom i början av 1900-talet genom en uppdelning av Vindruvan 9 och blev Bananen 4 när den kvarteret på 1920-talet bytte namn.

- Vindruvan 23, Pipersgatan 4, tillkom i början av 1900-talet genom en uppdelning av Vindruvan 9 och blev Bananen 5 när kvarteret på 1920-talet bytte namn.

- Vindruvan 24, Pipersgatan 6, tillkom i början av 1900-talet genom en uppdelning av Vindruvan 9 och blev Bananen 6 när kvarteret på 1920-talet bytte namn.

- Vindruvan 25, Pipersgatan 8–Bergsgatan 7, tillkom i början av 1900-talet genom en uppdelning av Vindruvan 9 och blev Bananen 7 när kvarteret på 1920-talet bytte namn.

- Vindruvan 26, Bergsgatan 5, tillkom i början av 1900-talet genom en delning av Vindruvan 8 och blev Bananen 8 när kvarteret på 1920-talet bytte namn.

- Vindruvan 27, Bergsgatan 3, tillkom i början av 1900-talet genom en delning av Vindruvan 2 och blev Bananen 9 när kvarteret på 1920-talet bytte namn.

- Vindruvan 28, Hantverkargatan 10, tillkom i början av 1900-talet genom en delning av Vindruvan 2 och blev Bananen 2 när kvarteret på 1920-talet bytte namn.

- Vindruvan 29, Hantverkargatan 12, tillkom i början av 1900-talet genom en delning av Vindruvan 8 och blev Bananen 3 när kvarteret på 1920-talet bytte namn.

### Tryckt litteratur
- Kungsholmen östra. Byggnadsinventering. Stockholm: Stockholms stadsmuseum. 1990. sid. 29–36 och 233–239

### Webbreferenser
- ”Jämför kartor”. Stockholmskällan. Stockholms stad. https://stockholmskallan.stockholm.se/sok/?q=&map=true&alternatemap=true.